# Lucien de Montigny
Pour les articles homonymes, voir Montigny.
Lucien de Montigny, né le 6 avril 1909 à Mayenne (Mayenne) où il est mort le 5 juillet 1975, est un homme politique français.

## Biographie
La famille de Montigny est issue de la bourgeoisie du Berry et se fixe ensuite en Bretagne. Lucien de Montigny est orphelin de père décédé dès premiers combats de la Première Guerre mondiale. Il étudie au Lycée de l'Immaculée-Conception de Laval. 
Il devient ensuite docteur en droit. Il effectue son service militaire de 1931 à 1932. Avocat à Mayenne dès 1936, il adhère au Parti social français. Mobilisé lors de la Seconde Guerre mondiale, comme lieutenant d'administration du service de santé, il est rendu à la vie civile en août 1940.
Après la seconde guerre mondiale, il devient bâtonnier de l'ordre et s'intéresse à la politique. Il est élu maire de Mayenne en 1947. Il conserve se poste jusqu'en 1971, date qui est marquée par des dissensions entre ses adjoints, qui l'empêchent de se représenter. Il est élu conseiller général du Canton de Mayenne-Est en mars 1949.
Son mandat est marqué par une reconstruction générale.  Son activité est marquée par de nombreuses décorations : chevalier du Mérite social en 1955, des Palmes académiques en 1956, de la Santé publique en 1957, de la Légion d'honneur en 1958, du Mérite agricole en 1962, médaillé de l'Éducation physique et des sports en 1957.
Candidat de l'Entente républicaine aux Élections constituantes de 1945 dans la Mayenne en octobre 1945, il ne peut entrer à la première Assemblée constituante. De tendance démocrate chrétienne, il échoue aux élections sénatoriales en 1959. Il est élu en 1965, où il s'inscrit au groupe des Républicains populaires et du centre démocratique qui devient, le 3 octobre 1968, l'Union centriste des démocrates de progrès. Il soutient les orientations gaullistes. 
À partir du 25 novembre 1971, il devient juge titulaire à la Haute Cour de justice. Le soutien à la candidature présidentielle de Valéry Giscard d'Estaing en mai 1974 est le dernier acte de sa vie politique. Epuisé par son dernier mandat municipal et n'ayant pas obtenu l'investiture du Centre démocratie et progrès pour les sénatoriales de 1974, il décède quelques mois plus tard.
Un boulevard de Mayenne porte son nom.

## Détail des fonctions et des mandats
Mandat parlementaire
- 26 septembre 1965 - 1er octobre 1974 : Sénateur de la Mayenne